# Fraunhofer-Institut für Zerstörungsfreie Prüfverfahren
Das Fraunhofer-Institut für Zerstörungsfreie Prüfverfahren IZFP (Fraunhofer IZFP) ist eine Einrichtung der Fraunhofer-Gesellschaft. Der Hauptsitz des Instituts liegt auf dem Campus der Universität des Saarlandes in Saarbrücken.
Das 1972 gegründete Institut ist in der angewandten Forschung und Entwicklung im Fach Ingenieurwissenschaft in den Bereichen Werkstoffwissenschaft und Verfahrenstechnik tätig. Von 1992 bis 2013 bestand zudem ein Institutsteil in Dresden (IZFP-D).

## Geschichte
Gründungsdirektor war Paul Höller, der das Institut von 1972 bis 1990 leitete. Ihm folgte bis 2008 Michael Kröning. Von 2008 bis September 2013 war Christian Boller zum Institutsleiter und vom 1. Oktober 2013 bis Ende 2021 wurde das Institut geschäftsführend von Randolf Hanke geleitet. Seit 2022 ist Bernd Valeske geschäftsführender Institutsleiter.
Der Betriebshaushalt des Fraunhofer IZFP lag im Geschäftsjahr 2020 insgesamt bei 14 Millionen Euro. Der überwiegende Teil der Mittel sind Erträge aus der Auftragsforschung für die Wirtschaft sowie aus öffentlichen Projekten. Der Anteil der Industrieerträge am Betriebsaufwand lag 2020 bei etwa 42 %.
2020 waren am Fraunhofer IZFP 116 Mitarbeiterinnen und Mitarbeiter als Stammpersonal angestellt. Weitere 59 Personen arbeiteten an Bachelor- und Masterabschlüssen oder an Promotionen. Das Institut ist gem. DIN EN ISO / IEC 17025 zertifiziert und akkreditiert.

## Forschung und Entwicklung
Das Fraunhofer IZFP forscht zu zerstörungsfreier Materialprüfung. Dabei werden prozessrelevante Informationen zu Material- und Produktveränderungen erfasst, die durch Einflüsse von Mensch, Maschine oder Umwelt erzeugt werden. Die vom IZFP entwickelten Technologien kommen zum Einsatz in den Geschäftsfeldern Automotive, Bahn, Energie, Anlagen, Halbzeuge und Infrastruktur.

## Kooperationen
Das Fraunhofer IZFP ist Mitglied im Fraunhofer-Verbund Werkstoffe, Bauteile - MATERIALS sowie im Fraunhofer-Verbund Mikroelektronik. Das Institut ist außerdem Mitglied der Fraunhofer Allianzen autoMOBILproduktion, Bau, Leichtbau, Numerische Simulation von Produkten, Prozessen, Verkehr und Vision (Bildverarbeitung).
Im Jahr 1998 wurde das Entwicklungszentrum Röntgentechnik als gemeinsame Abteilung des Fraunhofer IZFP und des Fraunhofer-Instituts für Integrierte Schaltungen gegründet.